# Seeds
Albums de TV on the Radio
Nine Types of Light
(2011)
Singles
1. Happy Idiot
Sortie : 2 septembre 2014

Seeds, sixième album studio du groupe américain TV On The Radio, est sorti le 18 novembre 2014 chez Harvest Records. C'est le premier album du groupe depuis le décès de leur bassiste, Gerard Smith, en 2011.
Le premier single de l'album, Happy Idiot est sorti le 2 septembre 2014.

## Liste des titres
1. Quartz – 3:58
2. Careful You – 5:12
3. Could You – 4:01
4. Happy Idiot – 3:03
5. Test Pilot – 4:41
6. Love Stained – 4:20
7. Ride – 6:29
8. Right Now – 4:23
9. Winter – 3:41
10. Lazerra – 3:37
11. Trouble - 4:34
12. Seeds - 4:44

## Titres bonus sur l'édition vinyle
13. Nobody Else - 3:19
14. Mystery Eyes - 5:21